# Japodi

Obszar zamieszkiwany przez japodich

Japodi (gr. Ἰάποδες, Ἰάπυδες, łac. Japodes) – starożytny lud zamieszkujący obszar Liki (dzisiejsza Chorwacja).

## Historia
Japodi tworzyli wspólnotę plemienną, która skupiała się wokół ufortyfikowanych osad – takich jak Monetini, Avendeati i Arupini. W IV wieku p.n.e. do Liki miał miejsce napływ ludności celtyckiej. Jednak przynależność japodich do grupy ludów celtyckich lub też iliryjskich nie została potwierdzona (Strabon określał ich jako lud celtycko-iliryjski). Japodi przeprowadzali najazdy na obszar północnej Italii. Cesarstwo Rzymskie podejmowało liczne próby ich ujarzmienia, ostatecznie dokonując podboju ziem japodich w latach 35–33 p.n.e.
Główne stanowiska archeologiczne kultury japodich to: Golubić, Jezerine, Kompolje, Prozor, Ribić i Vrebac. Jako zabytki tej kultury zachowały się urny zdobione malunkami przedstawiającymi życie pozagrobowe oraz groby, w których zmarłych chowano wraz z biżuterią i elementami oręża.